# Biòpsia hepàtica
La biòpsia hepàtica és la biòpsia (extracció d'una petita mostra de teixit) del fetge. És una prova mèdica que es fa per ajudar al diagnòstic de la malaltia hepàtica, per avaluar la gravetat de la malaltia hepàtica coneguda i per controlar el progrés del tractament.